# Latrodectus quartus
Latrodectus quartus es una especie de araña araneomorfa terídida del género Latrodectus, cuyas integrantes son denominadas comúnmente viudas negras. Habita en regiones templado-cálidas del centro de la argentina.

## Taxonomía
Descripción original
Esta especie fue descrita originalmente en el año 1980 por el maestro, científico entomólogo, aracnólogo, herpetólogo y escritor argentino Jorge Washington Ábalos, con el mismo nombre científico.
Relaciones filogenéticas
Ábalos y Báez incluyeron esta especie en el grupo “mactans” por presentar 3 espiras en la hembra, en los ductos de conexión de la espermateca así como en el émbolo del palpo copulador del macho.

## Características
Como en otros integrantes del género Latrodectus, en L. quartus sus ojos se posicionan en dos filas, cada una cuenta con 4; los tarsos concluyen en 3 uñas; en la cara ventral del tarso IV, gruesas cerdas integran una estructura con forma de peine y en la hembra su abdomen es globoso. La hembra de L. quartus presenta un abdomen color negro lustroso con franjas rojas en el sector dorsal y lateral mientras que en la región ventral exhibe un cuadrado rojo, el cual encierra en su interior un círculo negro. El cefalotórax también es negro, pero este no posee manchas.

## Distribución y hábitat
Esta especie se distribuye de manera endémica en el centro de la Argentina, con registros en las provincias de Mendoza, San Luis y Córdoba.

## Peligrosidad
Esta araña es peligrosa para los seres humanos ya que cuenta con glándulas venenosas que producen latrotoxinas (una neurotoxina) las que son inoculadas en caso de una mordedura, especialmente si se trata de una hembra, ya que esta posee quelíceros de mayor tamaño, los que son más adecuados para penetrar en la piel humana. 